# 136 TCN
Năm 136 TCN là một năm trong lịch Julius. 